# 城巴N8線
城巴N8線是香港島的一條通宵循環巴士路線，來往杏花邨及鰂魚涌（祐民街），由城巴經營，提供來往杏花邨、柴灣、筲箕灣、耀東邨、西灣河及鰂魚涌的循環通宵巴士服務。

## 歷史
- 1996年4月22日：本線投入服務，來往小西灣（小西灣邨商場）及灣仔碼頭，是中華巴士第一條港島通宵路線，在2A及8號線收車後，繼續服務東區居民。本線開辦亦取代了82線的清晨及深宵班次，需求在凌晨後兩小時往東區方向為最大。
- 1998年9月1日：新巴接辦本線，順理成章成為首條新巴港島通宵路線；當中，於當日00:10開出的班次，亦是新巴投得專營權後開出的首班巴士[1]。
- 2001年7月23日：遷往新入伙的藍灣半島。
- 2005年8月23日凌晨：配合新巴及城巴重組東區通宵路線，本線改為循環運作，改為往來杏花邨（創富道），不再前往小西灣，往灣仔方向不再經柴灣道（長命斜），小西灣的通宵服務由N8P及N8X提供，並提供八達通轉乘優惠。本線是繼新巴84線停辦後，新巴再次有巴士路線服務杏花邨，不過是通宵路線，為避免深宵噪音滋擾杏花邨居民，因此本線在杏花邨袛於創富道停站，並沒有像新巴8號線般深入杏花邨商場對出的盛泰道。
- 2015年5月17日，本線灣仔區總站由灣仔碼頭遷移往灣仔北公共運輸交匯處，以配合灣仔碼頭公共運輸交匯處因港鐵沙中綫工程而封閉
- 2018年3月26日：增設實時抵站時間查詢服務。
- 2019年12月8日，本線往灣仔北方向於常茂街後，改經盛泰道前往永泰道，取消常茂街「常茂街」站，並增設常達街「新巴創富道車廠」及盛泰道「城巴車廠」站。[2]
- 2022年5月14日：本線灣仔區總站遷往會展站公共運輸交匯處，以配合會展站啟用往灣仔方向取消菲林明道「香港會議展覽中心」站，往杏花邨方向則不停會議道「灣仔碼頭」站。[3]
- 2025年3月10日：本線改為循環來往杏花邨（常達街）及鰂魚涌（祐民街），取消祐民街以西全部分站；調整總站服務時間；增設00:15由杏花邨（常達街）開往康怡廣場及06:15由康怡廣場開往杏花邨之特別班次，取代原有特別班次，同時全程收費下調至$8.2。[4]

## 服務時間（詳細班次）
| 每日杏花邨開           | 每日杏花邨開 | 每日杏花邨開 | 每日杏花邨開 |
| ---------------------- | ------------ | ------------ | ------------ |
| 00:15                  | 00:45        | 01:15        | 01:45        |
| 02:15                  | 02:45        | 03:10        | 03:45        |
| 04:15                  | 04:45        | 05:20        |              |
| 每日康怡廣場開（大約） |              |              |              |
| 01:15                  | 01:45        | 02:15        | 02:45        |
| 03:15                  | 03:45        | 04:15        | 04:45        |
| 05:15                  | 05:50        | 06:15        |              |

綠字班次之班次以康怡廣場（東行）為終點站，不會返回杏花邨。

## 收費
全程：$8.2
- 明華大廈往杏花邨：$6.6

| - 本線設有12歲以下小童及65歲或以上長者半價優惠。 - 65歲或以上香港居民使用「樂悠咭」，以及12歲以下合資格殘疾兒童使用「殘疾人士身份」個人八達通繳付車資，均可享有每程$2.0或半價（以較低者為準）的票價優惠；12至64歲合資格殘疾人士使用「殘疾人士身份」個人八達通（包括「樂悠咭」），以及60至64歲香港居民使用「樂悠咭」繳付車資，均可享有每程$2.0或全費（以較低者為準）的票價優惠。 - 65歲或以上長者如使用長者或一般個人八達通繳付車資，則只可享有半價優惠；12至64歲合資格殘疾人士如不使用「殘疾人士身份」個人八達通，以及60至64歲人士如不使用「樂悠咭」繳付車資，必須繳付全費。 - 乘客可以現金或八達通於上車時付款，不設找續。 - 每位成人乘客可免費攜帶最多兩名4歲以下而不佔座位的兒童乘客乘車，超額之4歲以下小童必須繳付小童車費乘車。 - 九龍巴士、城巴及龍運巴士全職員工及家屬（不包括外判職員）可免費乘搭本路線，惟必須拍職員或職員家屬八達通。 - 乘客亦可使用AlipayHK「易乘碼」、支付寶、 WeChatHK／微信支付「搭車碼」、銀聯雲閃付「乘車碼」及BOC Pay「乘車碼」、具有感應式支付功能的VISA、Mastercard及銀聯卡，以及Apple Pay、Google Pay及Samsung Pay流動支付平台繳付車資。使用此支付方式的乘客可享有中途下車之分段收費，以及與其他城巴獨營路線或聯營線城巴班次之轉乘優惠，惟不適用於與非城巴路線之轉乘優惠。使用此支付方式的乘客亦不能享有「公共交通費用補貼計劃」及「長者及合資格殘疾人士公共交通票價優惠計劃」。 |

### 八達通轉乘優惠
乘客登上本線後120分鐘內以同一張八達通卡轉乘以下路線，或從以下路線登車後120分鐘內以同一張八達通卡轉乘本線，次程可獲車資折扣優惠：
- N8往鰂魚涌 → N8P往灣仔（港灣道）
- N8P往小西灣 → N8往杏花邨

## 行車路線
經：常達街、常茂街、盛泰道、永泰道、柴灣道、東區走廊、東喜道、南安里、筲箕灣道、新成街、耀興道、惠亨街、太祥街、筲箕灣道、英皇道、康山道、英皇道、基利路、祐民街、英皇道、康山道、英皇道、筲箕灣道、太康街、鯉景道、太安街、成安街、耀興道、南康街、筲箕灣道、柴灣道、環翠道、柴灣道、永泰道、翠灣街、順泰道、盛泰道、創富道及常達街。
以康怡廣場為終點站的班次不經粗體字之路段

### 沿線車站

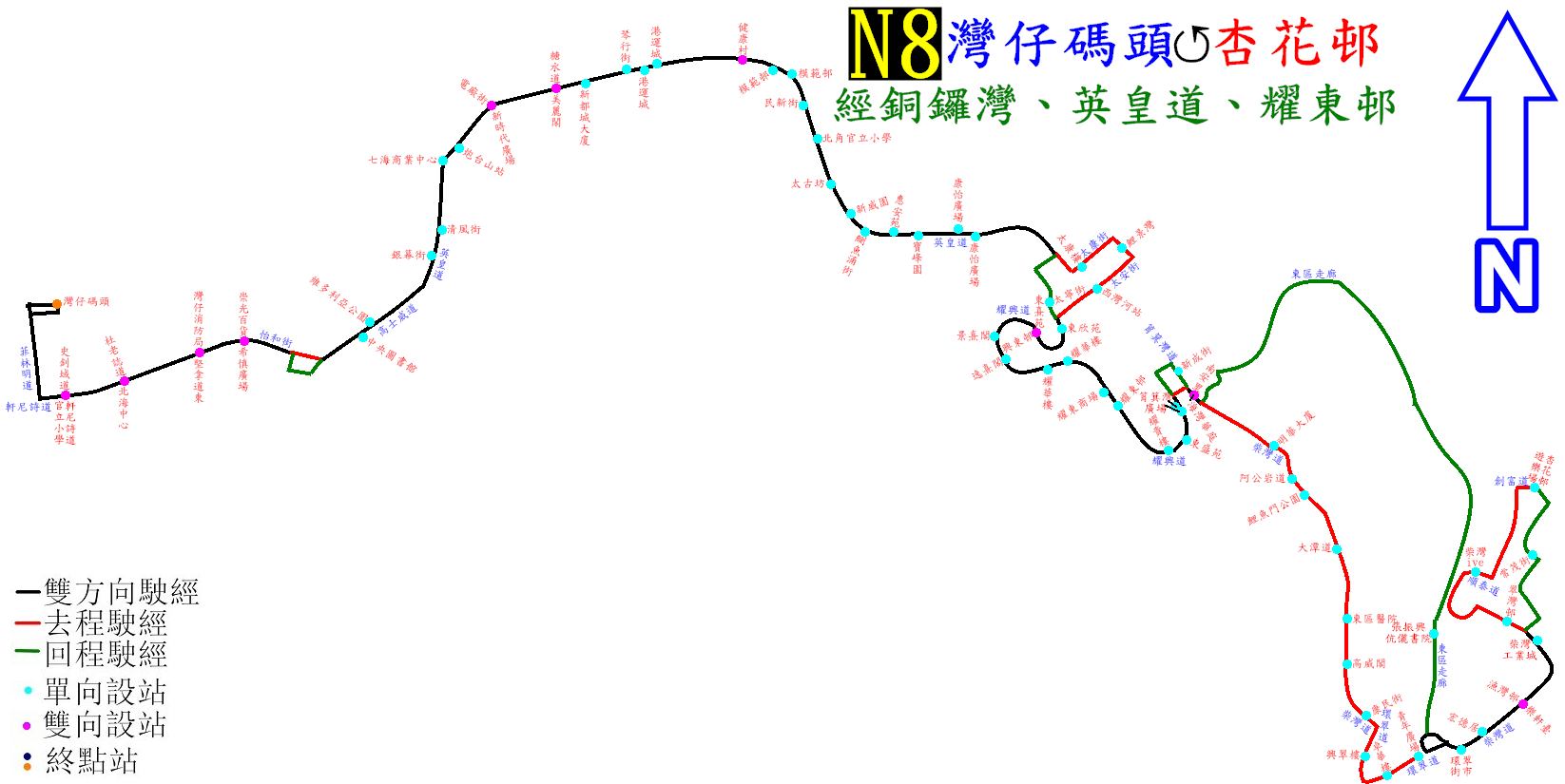
N8線的走線圖

| 1        | 城巴創富道車廠           | 常達街                   |
| 2        | 城巴柴灣車廠             | 盛泰道                   |
| 3        | 柴灣工業城               | 永泰道                   |
| 4        | 樂軒臺                   | 柴灣道                   |
| 5        | 環翠商場                 | 柴灣道                   |
| 6        | 張振興伉儷書院           | 東區走廊                 |
| 東區走廊 |                          |                          |
| 7        | 海灣華庭                 | 筲箕灣道                 |
| 8        | 新成街                   | 筲箕灣道                 |
| 9        | 筲箕灣廣場               | 耀興道                   |
| 10       | 東盛苑                   | 耀興道                   |
| 11       | 耀東邨耀明樓             | 耀興道                   |
| 12       | 耀東商場                 | 耀興道                   |
| 13       | 耀東邨耀華樓             | 耀興道                   |
| 14       | 東熹苑景熹閣             | 耀興道                   |
| 15       | 興東邨                   | 耀興道                   |
| 16       | 太寧街                   | 惠亨街                   |
| 17       | 康怡廣場                 | 康山道                   |
| 18       | 寶峰園                   | 英皇道                   |
| 19       | 鰂魚涌                   | 鰂魚涌（祐民街）巴士總站 |
| 20       | 船塢里                   | 英皇道                   |
| 21       | 康怡廣場                 | 康山道                   |
| 22*      | 太康樓                   | 太康街                   |
| 23*      | 鯉景灣                   | 鯉景道                   |
| 24*      | 西灣河站                 | 太安街                   |
| 25*      | 東欣苑                   | 耀興道                   |
| 26*      | 東熹苑                   | 耀興道                   |
| 27*      | 東熹苑逸熹閣             | 耀興道                   |
| 28*      | 耀東邨耀華樓             | 耀興道                   |
| 29*      | 耀東邨耀興樓             | 耀興道                   |
| 30*      | 耀東邨耀貴樓             | 耀興道                   |
| 31*      | 筲箕灣廣場               | 耀興道                   |
| 32*      | 南安里                   | 筲箕灣道                 |
| 33*      | 明華大廈                 | 柴灣道                   |
| 34*      | 阿公岩道                 | 柴灣道                   |
| 35*      | 鯉魚門公園               | 柴灣道                   |
| 36*      | 大潭道                   | 柴灣道                   |
| 37*      | 東區醫院                 | 柴灣道                   |
| 38*      | 高威閣                   | 柴灣道                   |
| 39*      | 康民街                   | 柴灣道                   |
| 40*      | 興華邨興翠樓             | 環翠道                   |
| 41*      | 興華邨卓華樓             | 環翠道                   |
| 42*      | 青年廣場                 | 環翠道                   |
| 43*      | 宏德居                   | 柴灣道                   |
| 44*      | 漁灣邨                   | 柴灣道                   |
| 45*      | 翠灣邨                   | 永泰道                   |
| 46*      | 香港專業教育學院柴灣分校 | 順泰道                   |
| 47*      | 杏花邨遊樂場             | 創富道                   |
| 48*      | 城巴創富道車廠           | 常達街                   |

註：以康怡廣場為終點站的班次不經有*號之車站